# Гаджієв Альберт Імадутдинович
Альберт Імадутдинович Гаджі́єв (1936—2010) — радянський флотоводець, контрадмірал (1984).

## Життєпис
Народився 7 березня 1936 року в місті Буйнакську (Дагестан) у багатодітній родині. Молодший брат Магомета і Булача Гаджієвих.
У 1953 році закінчив буйнакську середню школу № 1 імені В. І. Леніна.
У 1955 році вступив до Київського вищого військово-морського політичного училища. У 1957 році переведений у Ленінградське військово-морське політичне училище імені А. О. Жданова. Згодом закінчив Військово-політичну академію імені В. І. Леніна.
У 1958 році розпочав військову службу в окремій бригаді підводних човнів Тихоокеанського флоту. Обіймав посади заступника з політчастини командира підводного човна, заступника начальника політвідділу дивізії крейсерських підводних човнів Північного флоту, заступника начальника політвідділу Каспійського вищого військово-морського Червонопрапорного училища імені С. М. Кірова в місті Баку (Азербайджан), першого заступника начальника політвідділу Червонопрапорної Каспійської флотилії. З липня 1982 року й до виходу в запас у 1987 році — начальник політвідділу – заступник з політчастини командира військової частини. У 1984 році А. І. Гаджієву було присвоєне військове звання «контрадмірала».
Помер 8 жовтня 2010 року.

## Нагороди
Нагороджений орденом «За службу Батьківщині в Збройних Силах СРСР» 3-го ступеня і медалями.
Також нагороджений нагрудними знаками «Ветеран Північного флоту», «Ветеран Тихоокеанського флоту» і «Ветеран-підводник».